# Список потерь Ми-8 и его модификаций (1993 год)
Список потерянных Ми-8 всех модификаций (включая Ми-9, -14, -17, -18, -19, -171 и -172) составлен по данным из открытых источников и учитывает только авиационные происшествия или воздействие внешних сил, приведшие к утрате вертолёта или его списанию вследствие полученных повреждений.
Список не полный и не окончательный.

## Список аварий и катастроф
Зелёным цветом выделены потери при применении в вооружённых конфликтах, в том числе в контртеррористических операциях.
| № п/п | Дата    | Модификация / Бортовой номер | Место                                                      | Жертвы / На борту | Краткое описание |
| ----- | ------- | ---------------------------- | ---------------------------------------------------------- | ----------------- | --- |
| 1     | 5 февр. | Ми-8 4L-24736                | Кутаиси                                                    | 9/12              | Ошибка экипажа при заходе на посадку в условиях плохой видимости (туман). Вертолёт столкнулся с землей. 4 члена экипажа и 5 пассажиров погибли, 3 пассажира получили ранения. |
| 2     | 4 апр.  | Ми-8Т н.д.                   | хребет Муровдаг                                            | н.д./н.д.         | Сбит «дружественным огнём» ПВО Азербайджана во время эвакуации раненых из Нагорного Карабаха. Все находящиеся на борту погибли. |
| 3     | 17 апр. | Ми-8Т н.д.                   | Шаумяновский район, село Гюлистан                          | 12/12             | Сбит ракетой ПЗРК «Стрела-2» во время доставки грузов и добровольцев в Нагорный Карабах. |
| 4     | 21 апр. | Ми-8МТ 55                    | Хатлонская область                                         | 0/н.д.            | Вертолёт группы погранвойск России в Таджикистане потерпел аварию и получил значительные повреждения. Подробности отсутствуют. |
| 5     | 23 апр. | Ми-8 (?)-24450               | Чувашская республика, Цивильск                             | 7/7               | Во время полёта по маршруту в условиях тумана вертолёт лопастями несущего винта задел тросовую растяжку 350-метровой вышки Цивильской радиотелевизионной передающей станции, потерял управление и потерпел катастрофу. |
| 6     | 13 мая  | Ми-8Т CCCP-24104             | ХМАО, 36 км от Сургута                                     | 1/3               | При маневрировании вблизи штабеля труб колесо левой основной стойки шасси упёрлось в одну из труб. КВС не распознал этого и допустил ошибочные действия в пилотировании при парировании возникшего кренения. Вертолёт опрокинулся, при этом получив значительные повреждения силовых элементов конструкции. КВС погиб, бортмеханик травмирован.                                     |
| 7     | 15 мая  | Ми-8Т RA-22912               | Чукотский АО, Иультинский район, 20 км от села Нутэпэльмен | 8/22              | При полёте в условиях недостаточной видимости (снежный заряд) экипаж потерял пространственную ориентацию и вертолёт упал на заснеженную поверхность морской лагуны. Машина разрушилась, погибли 2 члена экипажа (второй пилот и бортмеханик) и 6 пассажиров, в том числе двое граждан Франции и гражданин Швейцарии. 12 пассажиров и КВС получили травмы различной степени тяжести. |
| 8     | 22 мая  | Ми-8Т CCCP-22554             | ЯНАО, Пуровский район, близ села Толька                    | 0/н.д.            | Ошибка экипажа. Вертолёт выполнил грубую посадку, что привело к значительным повреждениям конструкции. |
| 9     | 18 июня | Ми-8 (?)-25345               | Красноярский край, 82 км от села Богучаны                  | 1/6               | В полёте при неблагоприятных метеоусловиях (ливневый дождь) произошло отключение двигателей. Экипаж с высоты 1 км предпринял аварийную посадку на авторотации, вертолёт грубо приземлился в тайгу и получил значительные повреждения. Погиб один из пассажиров. |
| 10    | 4 июля  | Ми-8МТВ н.д.                 | Автономная Республика Абхазия, гора Ахбюк                  | н.д./н.д.         | Во время грузино-абхазской войны вертолёт вооружённых сил Абхазии высаживал десант на вершине горы и попал под обстрел грузинских войск. Машина сгорела. Часть экипажа и десанта прорвалась к своим, остальные погибли или пропали без вести. |
| 11    | 8 июля  | Ми-8МТВ-1 UR-25445           | ЯНАО, близ Ноябрьска                                       | 1/3               | Катастрофа явилась следствием поднятия не правильно застропленного груза на внешней подвеске, превышающего допустимую массу на 2,46 тонны. Груз (крупногабаритная ферма) резко сместился и из-за рывка произошло соударение лопастей несущего и рулевого винтов об ферму. Вертолёт упал на землю, разрушился и сгорел. Второй пилот погиб, КВС и бортмеханик получили ушибы.        |
| 12    | 9 авг.  | Ми-8Т CCCP-22315             | ХМАО, Саранпауль                                           | 0/н.д.            | При взлёте с превышением максимального веса вертолёт зацепил отдельно стоящее дерево. Рулевой винт разрушился и машина с левым вращением грубо приземлилась на лес. |
| 13    | 25 авг. | Ми-8Т RA-22347               | 165 км северо-восточнее Магадана                           | 10/10             | Из-за производственного дефекта в полёте на высоте около 500 м произошло разрушение шестерни главного редуктора, что повлекло за собой выключение двигателей. При выполнении аварийной посадки в режиме авторотации вертолёт потерял управляемость, упал на землю и полностью разрушился.                                                                                           |
| 14    | 24 дек. | Ми-8 4K-24589                | Нефтяные Камни                                             | 1/13              | При выполнении строительно-монтажных работ при неблагоприятном ветре машина задела рулевым винтом за препятствие, опрокинулась и сгорела. Погиб пассажир. |